# Strahinja Bunčić
Strahinja Bunčić (serbisch-kyrillisch Страхиња Бунчић; * 5. Januar 1996 in Banja Luka) ist ein serbischer Judoka. Er trägt den 1. Dan.

## Sportliche Karriere
2017 holte Strahinja Bunčić bei der U23 Judo-Europameisterschaft in Podgorica die Bronzemedaille.
2024 qualifizierte er sich für die Olympischen Spiele in Paris. In der ersten Runde besiegte er den favorisierten Aserbaidschaner Yaşar Nəcəfov und im Achtelfinale konnte er sich gegen den Italiener Matteo Piras durchsetzen. Im Viertelfinale verlor er jedoch gegen den Moldawier Denis Vieru. In der Hoffnungsrunde konnte Bunčić den Tadschiken Nurali Emomali besiegen, blieb aber im Kampf um Platz drei erfolglos gegen den Kasachen Ghusman Qyrghysbajew und holte somit den 5. Platz.